# 賴能發
賴能發（?—?），字锡符，福建永定人，清朝政治人物、進士出身。
乾隆二年（1737年），登進士，授永寧縣知縣。